# Nordmarken
Het Nordmarken is een schiereiland in Nationaal park Noordoost-Groenland in het oosten van Groenland.

## Geografie
Het gebied wordt in het noorden begrensd door de Jøkelbugten en de Orléans Sund, in het oosten door de Groenlandzee, in het zuiden door het Skærfjorden en het Penthievrefjord, in het zuidwesten door het gebied Søndermarken en in het westen door de Jøkelbugten.
Aan de overzijde van het water ligt in het noorden het eiland Gamma Ø, in het zuidoosten het Germanialand, in het zuidwesten het Søndermarken en in het westen het Hertogen van Orléansland.
In het zuidwesten komt de Kofoed-Hansengletsjer uit in de zuidelijke tak van de Jøkelbugten.